# Mutinerie de la prison de Saint-Maur
La mutinerie de la prison de Saint Maur désigne une prise d'otage qui a eu lieu les 12 et 13 novembre 1987 à la maison centrale de Saint-Maur, dans l'Indre, durant laquelle laquelle 400 des 440 détenus prirent 12 personnes en otage : le directeur de la prison, 9 surveillants et deux enseignants.
À la suite de cet événement, qui fit six blessés et plusieurs dizaines de millions de francs de dégâts, cent cinquante détenus furent transférés vers d'autres établissements pénitentiaires. Quelques semaines plus tard, certains transfuges menèrent une seconde prise d'otage à la maison d'arrêt de Besançon.